# Onthophagus stylocerus
Onthophagus stylocerus là một loài bọ cánh cứng trong họ Bọ hung (Scarabaeidae).